# Ralph Ernest Powers
Ralph Ernest Powers (27 de abril de 1875 – 31 de janeiro de 1952) foi um matemático amador estadunidense que trabalhou sobre números primos.
É creditado pela descoberta dos primos de Mersenne M89 e M107, em 1911 e 1914 respectivamente. Em 1934 verificou que o número de Mersenne M241 é composto.

## Obras
- ‘The Tenth Perfect Number', American Mathematical Monthly, Vol. 18 (1911), pp. 195–7
- ’On Mersenne's Numbers', Proceedings of the London Mathematical Society, Vol. 13 (1914), p. xxxix
- 'A Mersenne Prime', Bulletin of the American Mathematical Society, Vol. 20, No. 10 (1914), p. 531
- ’Certain composite Mersenne's numbers', Proceedings of the London Mathematical Society Vol. 15 (1916), p. xxii
- (com Derrick Henry Lehmer) 'On Factoring Large Numbers', Bulletin of the American Mathematical Society, Vol. 37. No. 10 (1931), pp. 770–76
- ’Note on a Mersenne Number', Bulletin of the American Mathematical Society, Vol. 40, No. 12 (1934), p. 883